# Denhamia parvifolia
Denhamia parvifolia là một loài thực vật có hoa trong họ Dây gối. Loài này được L.S.Sm. mô tả khoa học đầu tiên năm 1956.